# Litovko
Litovko (en rus: Литовко) és un poble (un possiólok) del krai de Khabàrovsk, a Rússia, que el 2012 tenia 1.940 habitants.